# 위르겐 통켈
위르겐 통켈(Jürgen Tonkel, 1962년 8월 23일 ~ )은 독일의 배우이다.

## 출연 작품
- 레슨즈 오브 어 드림 (2011)
- Fohnlage. Ein Alpenkrimi. (2011)
- 디 험멜 (2010)
- 죽음의 결단 (2006)
- 로즈 (2005)
- 다운폴 (2004)
- 썸머 스톰 (2004)